# Ailly-sur-Somme
Ailly-sur-Somme ist eine nordfranzösische Gemeinde mit 2973 Einwohnern (Stand 1. Januar 2022) im Département Somme in der Region Hauts-de-France. Die Gemeinde liegt im Arrondissement Amiens, ist Teil der Communauté de communes Nièvre et Somme und gehört zum Kanton Ailly-sur-Somme.

## Geographie
Die seit der zweiten Hälfte des 19. Jahrhunderts stark gewachsene Gemeinde liegt am linken (südlichen) Ufer der Somme rund 7,5 Kilometer nordwestlich von Amiens und rund 4,5 Kilometer südwestlich von Picquigny. Hauptverkehrsweg der Gemeinde ist die Départementsstraße D1235, nach Süden zweigt die D97 nach Bovelles ab. Parallel zur D1235 verläuft entlang der von Teichen begleiteten Somme die Bahnstrecke Paris – Boulogne-sur-Mer Nach Süden umfasst das Gemeindegebiet den Wald Bois d’Ailly und erstreckt sich bis an den Ortsrand von Ferrières. Hier liegen zwei isolierte Gehöfte (Ferme d’Anjou und Ferme du Toulay). Die industrielle und Wohnbebauung erstreckt sich parallel zum Fluss.

## Geschichte
1843 wurde am Ufer der Somme eine Leinenspinnerei eröffnet, deren Leiter der Schotte James Drummond Carmichaël wurde. 1906 ereignete sich ein schwerer Eisenbahnunfall.
| 1962 | 1968 | 1975 | 1982 | 1990 | 1999 | 2006 | 2018 |
| ---- | ---- | ---- | ---- | ---- | ---- | ---- | ---- |
| 2195 | 2368 | 4157 | 3972 | 3505 | 3322 | 3183 | 2985 |

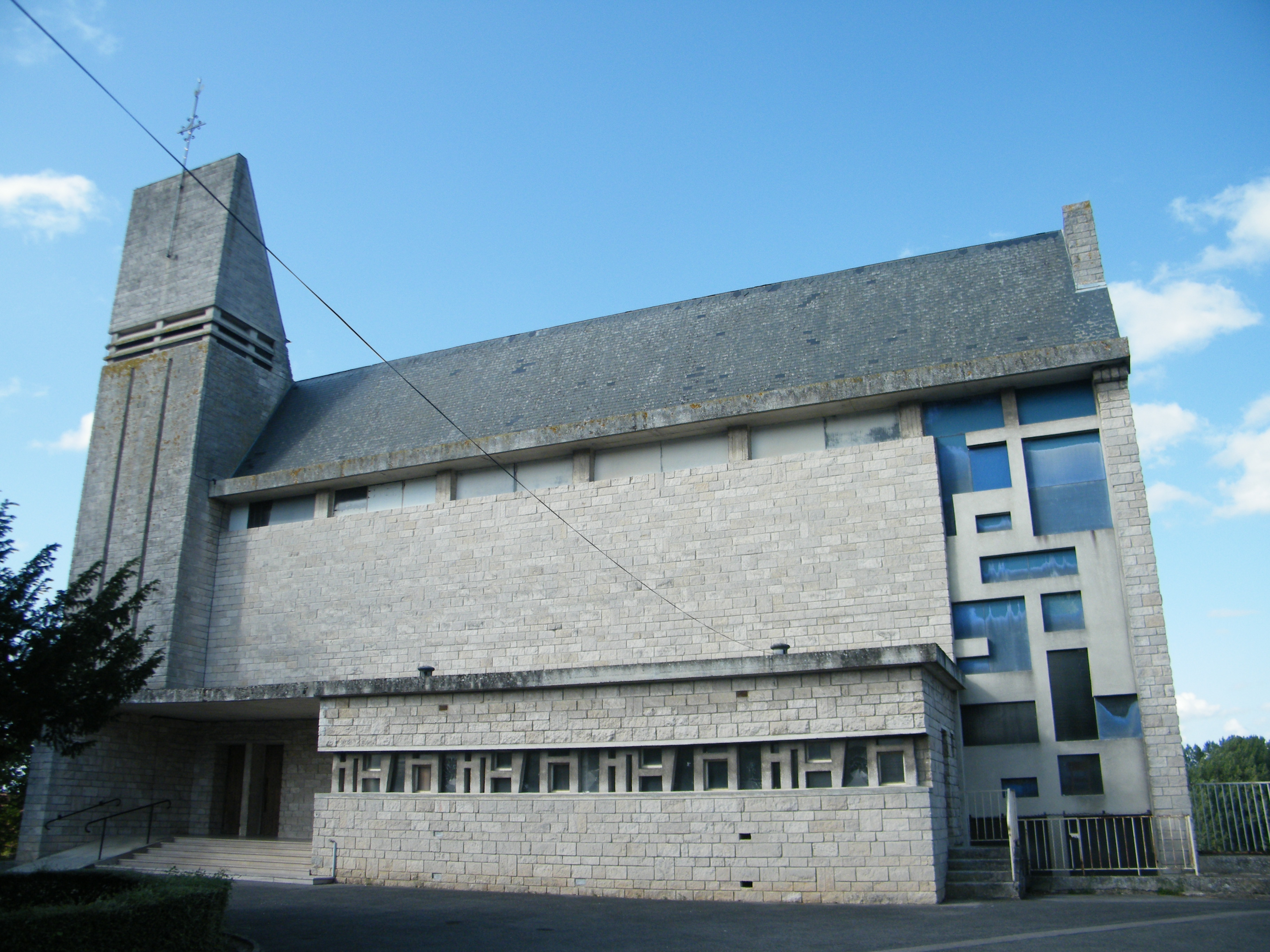
Kirche Saint-Martin
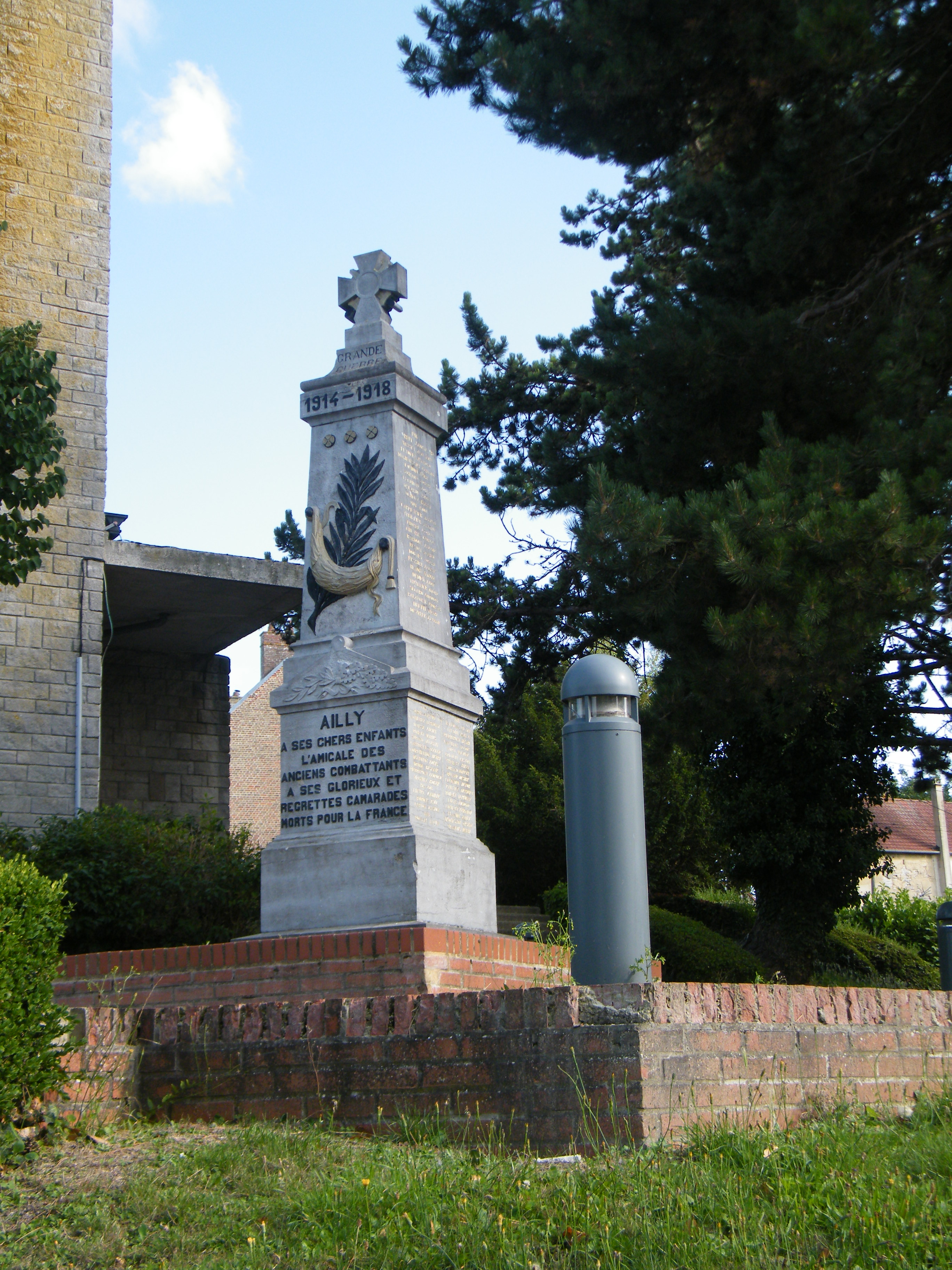
Gefallenendenkmal
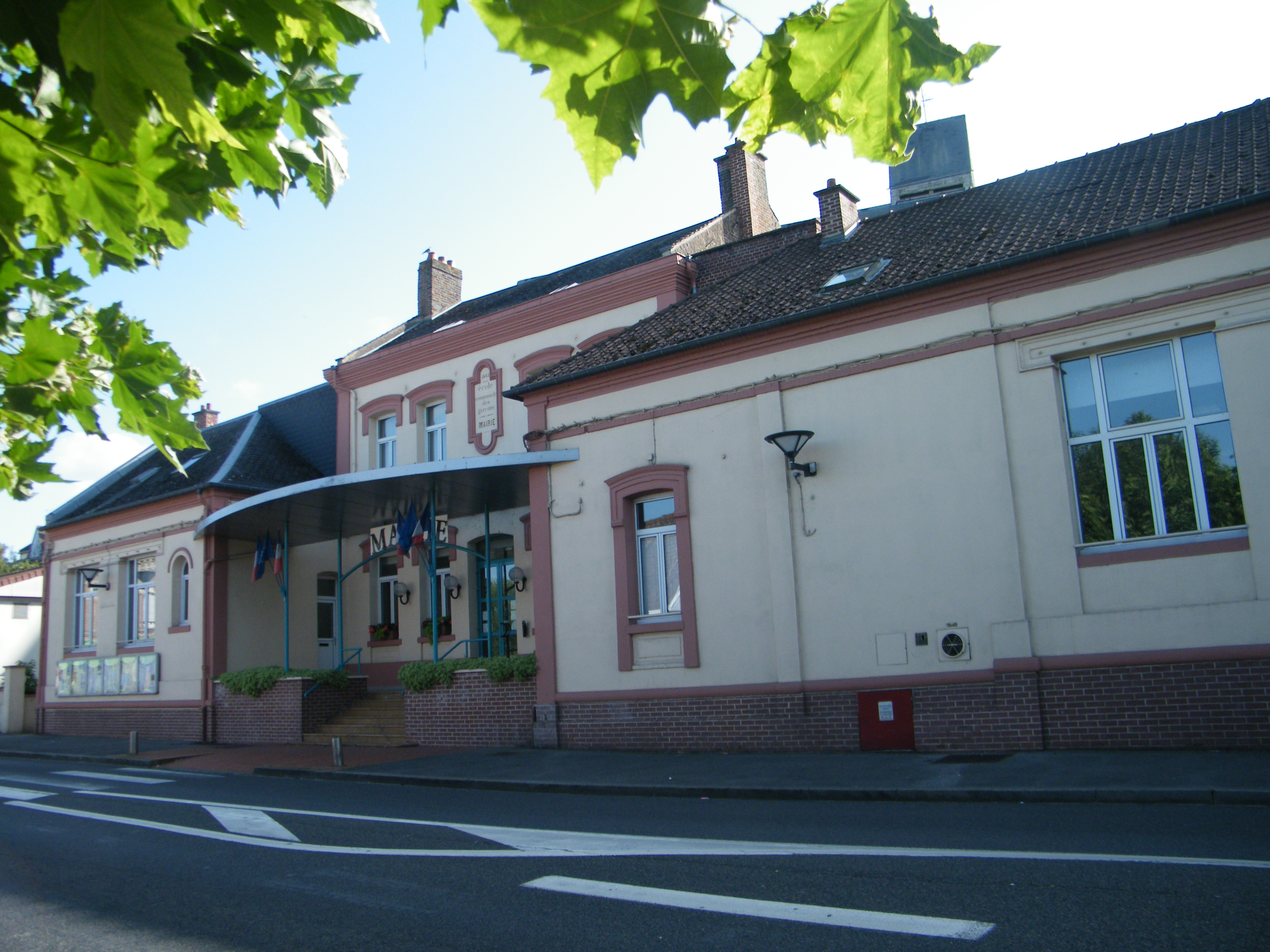
Mairie und Grundschule